# Premiul Richelieu
Premiul Richelieu este un premiu literar francez, care recompensează un jurnalist care "a depus mărturie prin calitatea propriei sale limbi, prin preocuparea sa de a apăra limba franceză". Acesta este acordat anual, sub egida asociației Défense de la langue française⁠(fr)[traduceți] și Éditions Larousse.

## Istoria
Acest premiu a fost creat în 1992, cu ocazia celei de-a patruzecea aniversări de la înființarea "Cercului de presă Richelieu".
Cercul de presă Richelieu, creat în 1952 de către Paul Camus, Georges Duhamel, Jules Romains și Jean Cocteau, își propune să păstreze și să extindă moștenirea lingvistică și culturală și să mențină calitatea și evoluția limbii franceze în lumea modernă. Este prezidat întotdeauna de către un academician: Leon Berard, Maurice Genevoix, Jean Mistler, Jean Dutourd, Angelo Rinaldi și Philippe Beaussant.

## Laureați
- 2019 - Wendy Bouchard
- 2018 - Bernard de La Villardière
- 2017 - Bruno Frappat
- 2016 - Natacha Polony[1]
- 2015 - François Busnel
- 2014 - Guillaume Roquette
- 2013 - Alain Duault, prezentator, moderator.
- 2012 - Yves Calvi, cronicar la RTL.
- 2011 - Éric Zemmour, cronicar la Revista Le Figaro.
- 2010 - Quentin Dickinson (Radio France) și Jean Quatremer (Libération).
- 2009 - Olivier Barrot, jurnalist și producător TV.
- 2008 - Claude Imbert, editorialist la Le Point.
- 2007 - Frédéric Lodéon, animator și producător la Radio France.
- 2006 - Annette Gerlach și Florența Dauchez, editori și prezentatori ai "Revistei de Cultură" de la Arte.
- 2005 - Michel Theys, redactor-șef al "Européenne de Bruxelles".
- 2004 - Philippe d'Hugues, critic de film
- 2003 - Claire Chazal, redactor-șef și prezentator de la TF1.
- 2002 - Bernard Le Saux, cronicar și critic literar.
- 2001 - Jean Amadou, cronicarul de la Europe 1.
- 2000 - Bruno de Cessole, redactorul-șef de la cultură pagini de Valeurs actuelles.
- 1998 - 1999 - Franz-Olivier Giesbert, présenter "Gai Savoir" programul de la Paris Première.
- 1997 - Jean Lebrun, redactor-șef al "Culturii matin", pe France Culture.
- 1996 - Renaud Matignon, cronicarul de la Le Figaro littéraire.
- 1995 - Jean-Claude Narcy, prezentatorul programului de știri de la ora 20, la TF1.
- 1994 - Philippe Meyer, de zi cu zi cronicar pe France Inter.
- 1993 - Jean-Pierre Colignon, șef corector la "Le Monde" și autor de secțiunea intitulată "La cote des mots".
- 1992 - William Leymergie, prezentator al programului "Télématin" de pe France 2.